# Elephantomyia (Elephantomyodes) fulvithorax
Elephantomyia (Elephantomyodes) fulvithorax is een tweevleugelige uit de familie steltmuggen (Limoniidae). De soort komt voor in het Oriëntaals gebied.